# Daliowa
Daliowa – wieś w Polsce położona w województwie podkarpackim, w powiecie krośnieńskim, w gminie Jaśliska.
Wieś leży w dolinie rzeki Jasiołki i jej prawobrzeżnego dopływu Daliówka, przy rozwidleniu dróg wojewódzkich nr 897 Jaśliska - Tylawa i 887 Daliowa - Rymanów.
Wieś prawa wołoskiego w latach 1501–1550, położona w ziemi sanockiej województwa ruskiego. W latach 1975–1998 miejscowość administracyjnie należała do województwa krośnieńskiego.

## Części wsi
| SIMC    | Nazwa     | Rodzaj    |
| ------- | --------- | --------- |
| 0349530 | Ochronka  | część wsi |
| 0349547 | Za Murami | część wsi |
| 0349553 | Za Wodą   | część wsi |

## Pochodzenie nazwy
Nazwa Daliowa pochodzi prawdopodobnie od imienia Dalej lub od słów dal lub dolina. W dokumentach wymieniana była pod różnymi nazwami: w 1366 - Hryciowa Wola, 1434 - Dalejow, 1526 - Dalejowa i 1527 Dalowa. W dzisiejszym brzmieniu pojawiła się po raz pierwszy w 1589.

## Historia
Daliowa należy do najstarszych osad w okolicy. 25 lutego 1363 król Kazimierz Wielki w dokumencie lokacyjnym zezwala Hryćce Zarowiczowi na założenie wsi na prawie niemieckim nad rzeką Jasiołką (Yassel). Ziemia, na której lokowano wieś należała do zamku sanockiego. W maju 1434 król Władysław Jagiełło przekazał swoją królewszczyznę razem z wsiami, Królik, Lubatowa, Jasionka i miasteczkiem Jaśliska rzymskokatolickiemu biskupstwu przemyskiemu. Mieszkańcy Daliowej płacili jedynie podatek kościołowi rzymskokatolickiemu nie odrabiając pańszczyzny. W dokumencie z 20 stycznia 1527 istnieje zapis, iż sołtysem nowo powstałej wsi Szklary został Andrzej Fala z Daliowej. Około 1560 biskup przemyski zmienił lokację wsi z niemieckiej na wołoską. W 1589 powierzchnia wsi wynosiła 4 ½ łana, zamieszkana przez 6 komorników. W 1657 miejscowość jak i Jaśliska została spalona przez wojska siedmiogrodzkie Rakoczego. W latach 1768–1772 wielokrotnie przechodziły przez wieś oddziały konfederatów barskich wspierane przez miejscową ludność. We wsi zdecydowaną większość mieszkańców stanowili Łemkowie. W 1880  wieś liczyła 760 osób: 710 grekokatolików i 50 katolików rzymskich. Miejscowość znacznie ucierpiała w czasie I wojny światowej, prawie wcale w drugiej. W latach 1945–47 ludność łemkowską wysiedlono do okręgu lwowskiego i tarnopolskiego w ZSRR oraz do województw koszalińskiego i szczecińskiego.
Z Daliowej pochodził ks. Zenowiej Fedorowycz, członek kapituły AAŁ, której ordynariuszem był Ołeksander Małynowśki.

## Demografia
Daliowa według danych na koniec 2011 liczyła 315 mieszkańców w tym 147 kobiet i 168 mężczyzn. Było 190 osób w wieku produkcyjnym, 79 w wieku przedprodukcyjnym i  46 w wieku poprodukcyjnym.

## Zabytki
- Zabytkowa drewniana cerkiew greckokatolicka pw św. Paraskewy z 1933 w stylu ukraińskim nietypowym dla Łemkowszczyzny.

## Galeria

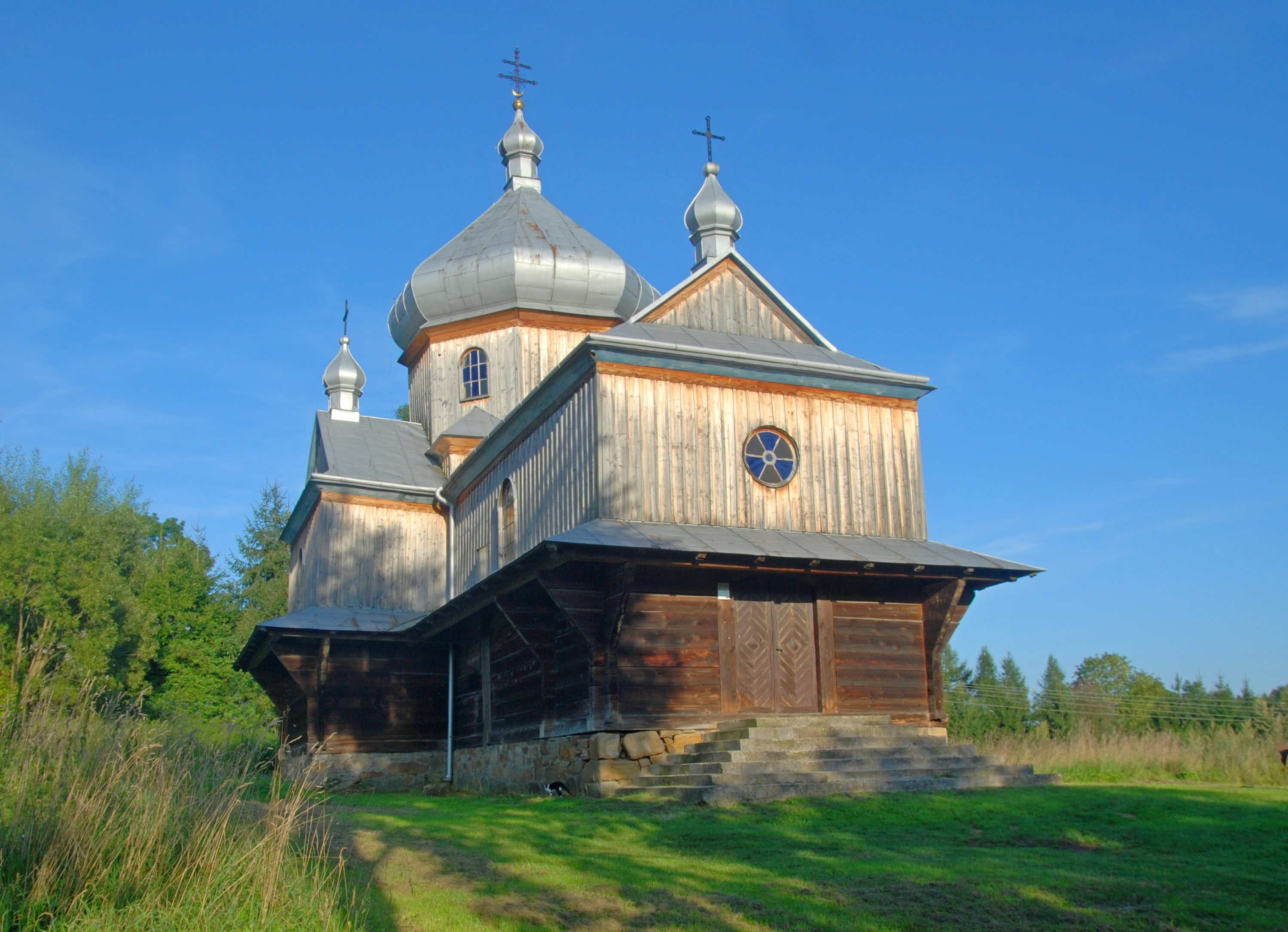
Cerkiew od frontu
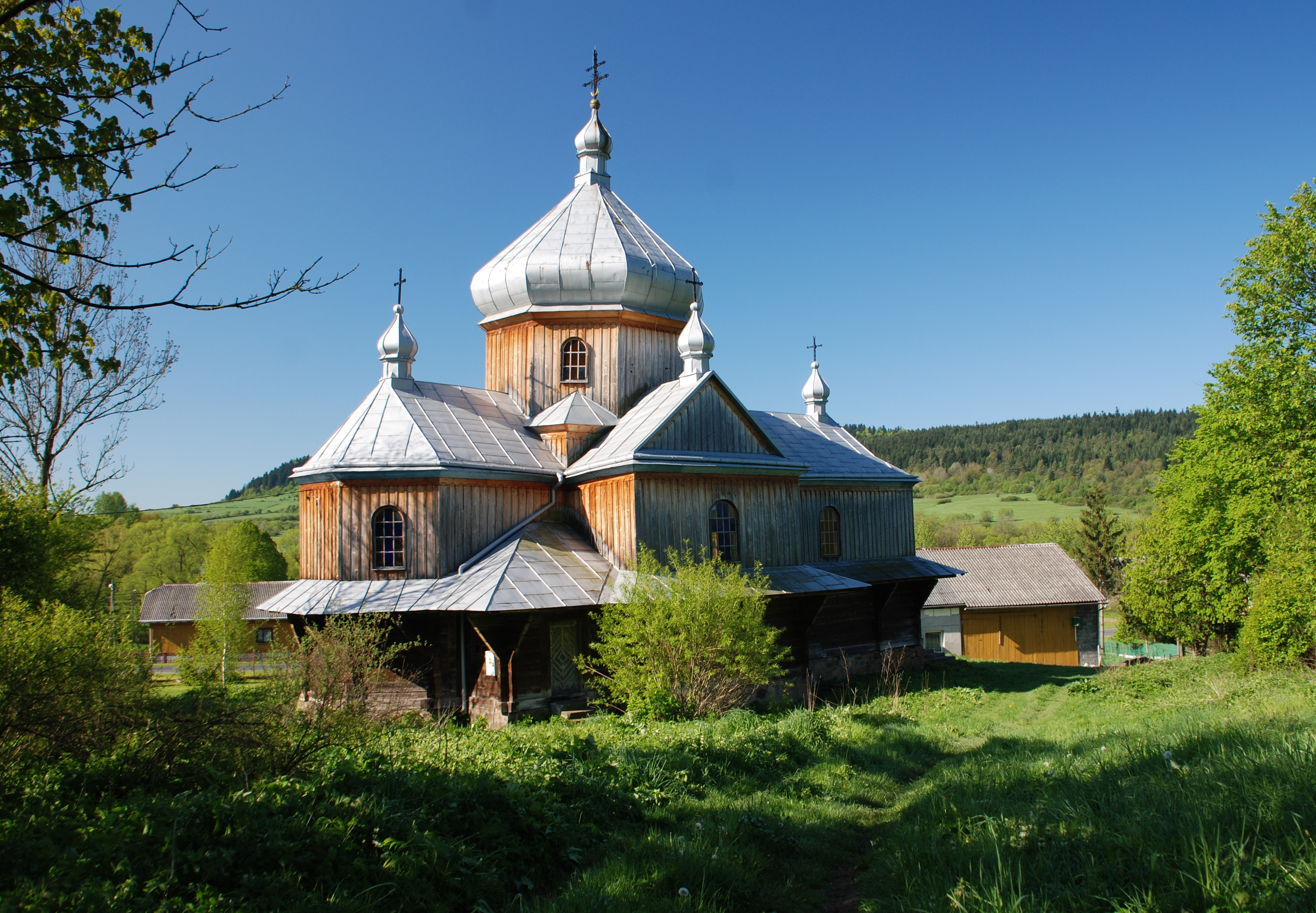
Cerkiew-widok od północy
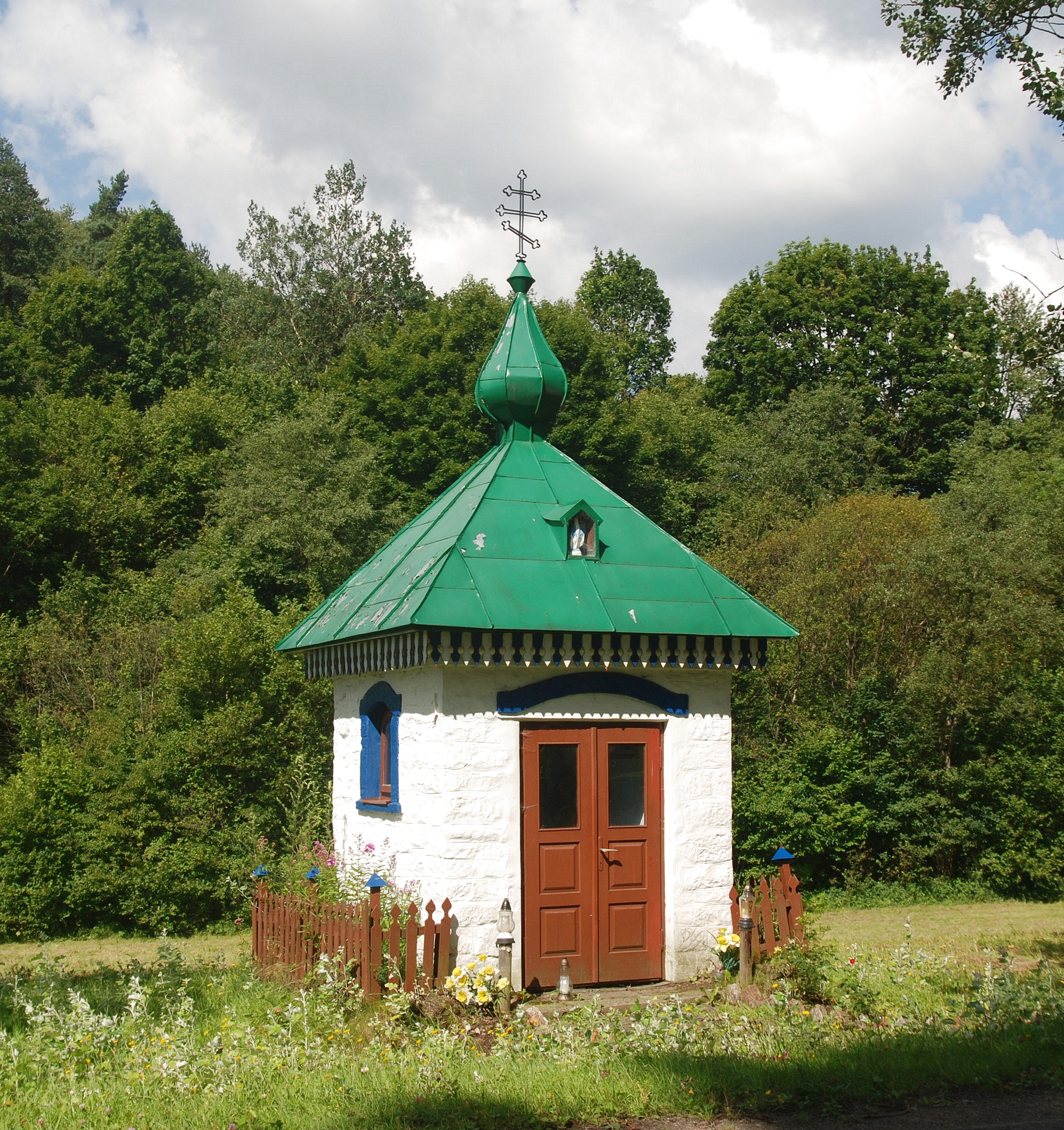
Kapliczka przy drodze do Tylawy

## Turystyka
Wieś leży na terenie założonego w 1992 Jaśliskiego Parku Krajobrazowego.
Szlaki piesze
- Na węgierskim trakcie - ścieżka historyczna: Jaśliska - Daliowa - Szklary[9]

Szlaki rowerowe
- Karpacki Szlak Rowerowy - odcinek podkarpacki:  Rozstajne – Jaśliska – Kroscienko[10]